# Xiushui
Xiushui (秀水鄉S, Xiùshuǐ XiāngP) è un comune di Taiwan, situato nella provincia di Taiwan e nella contea di Changhua.